# 世界女排大獎賽
世界女排大獎賽（FIVB Volleyball World Grand Prix），是國際排聯（FIVB）在1993-2017年期間舉辦的一年一度大型世界級女子排球比賽，創辦於1993年，比賽性質相對於男子的世界排球聯賽，是FIVB舉辦的最大型及最具規模的國際性賽事之一，2018年起由世界女排聯賽（或稱女排國家聯賽）取代，有16支隊伍參賽，其中12支為核心隊伍、4支為挑戰隊伍。
賽事分為三個檔次組別進行（第一及第二檔分別12隊，第三檔8隊），檔次的參加資格按FIVB世界排名而定，其中第一檔組別的比賽最受矚目及歡迎，12隊參賽隊伍以世界排名前十六名的頂尖隊伍為主  (詳見: 世界排名)。2017年增至共32支隊伍。
有鑑於女子排球的世界三大賽（世界盃、世界女排錦標賽、奧運會）分別是四年一度於固定一個主辦國舉行，國際排聯為了加強世界各地（尤其是東亞地區的觀眾）對女排的注意和吸引力，於是在1993年首辦一年一度的世界女排大獎賽。
以第一檔組別為例，賽事先進行三週的分站賽（或稱預賽輪，每週設有三個分站，每個分站有4支隊伍參加，各隊在每週參加三場比賽），之後是一週的總決賽（或稱決賽輪），成績會累積計算，所有分站賽完成後成績最佳的五支隊伍會連同東道主进入最後的決賽週（總決賽）（原本是四強，曾經增至八強，最後定於六強），決賽週勝出者便是整個賽事的總冠軍。

## 發展沿革及歷史
女排大獎賽早年的分站賽事和總決賽通常在東亞地區舉行，這是因為東亞地區的排球市場龐大，擁有較大的觀眾群（例如香港），而且大獎賽的贊助商多來自東亞地區。 之後，一些分站賽事亦陸續在歐美各地舉行，例如在2003年的總決賽便首次在歐洲的意大利舉行及2015年的總決賽在北美洲的美國舉行。
世界女排大獎賽的地位雖不及排壇的世界三大賽，但獎金和知名度卻遠勝世界三大賽。由於是純粹商業性比賽，故奪得世界女排大獎賽總冠軍一般不被視作世界冠軍。 不過大獎賽卻造就了世界女排的明星化，對女排在全世界的推廣作用有著一定的貢獻。1993年至今，只有中國和日本從來沒有缺席過世界女排大獎賽。
世界女排大獎賽自1993年首次舉辦10年以來，沒有一支女排國家隊能夠成功衛冕賽事的總冠軍，直至2005年，巴西女排首度成功衛冕賽事的總冠軍，更是奪標次數最多的球隊（12次）。至今只有六支隊伍贏過世界女排大獎賽冠軍：古巴、美國、巴西、俄羅斯、中國和荷蘭。（詳見歷年成績總結）
美國女排繼1995年和2001年後，之後在2010年-2012年連續衛冕成功，其後在2015年第六度稱后。值得一提的是，自2008年開始，冠軍幾乎是美國女排及巴西女排之爭。

## 賽制
賽事大約可分為兩輪，初賽（即分站賽）及總決賽。大獎賽比賽歷時四週，前三週屬分站賽事，每個分站均有四隊女子排球隊參加單循環賽事，同一週均有三個分站賽事進行，即是說每隊參賽隊伍要先經3個分站共9場比賽，成績最佳的首5名（不包括總決賽主辦國）連同總決賽主辦國隊伍進入總決賽。 
歷年分站賽事的參賽隊數目不同（8-12隊），而參加總決賽隊伍數目和總決賽的賽制亦不統一（參加總決賽隊伍數目由起初的4隊到03年增至6隊，按：01年更全數8隊自動晉身決賽週）。 總決賽主辦國的參賽隊則伍自動晉身總決賽，不受分站賽總成績影響。以第一檔組別為例，近年初賽參賽隊數已統一為12隊。參賽席位由女排水平較高的東亞、歐洲和美洲國家所瓜分。 
以2005年為例，總決賽6強以單循環分組賽方式決勝。（04年是最後6強分2組，每組3隊爭2個半决赛席位； 05年又改回03年的最後6強以單循環分組賽方式爭霸； 至於02年的最後4強以單循環分組賽方式比拼，首兩名爭總冠軍，另外兩隊爭總季軍。）
賽事亦設升降班制度，如第二及第三檔的隊伍在所屬的組別奪得冠軍，會在下年升上高一級的組別（即第二檔冠軍升上第一檔，第三檔冠軍升上第二檔），另外如在所屬的組別得到最後一名，會在下年降班到低一級的組別（即第一檔最後一名降班至第二檔，第二檔最後一名降班至第三檔）。

## 非典事件
傳統上，大獎賽的分站賽事多數在亞太地區舉辦，總決賽更必定在東亞地區舉行，但在2003年因非典型肺炎在東亞地區蔓延，國際排聯決定將大獎賽全程（初賽和總決賽，改為各歷時一週）改在意大利舉行 - 初賽將12強分成兩組，每組以單循環分組賽方式比賽，兩組的前3名成為總決賽最後6強，6強在第2輪總決賽中再以單循環分組賽方式比賽，決定冠、亞、季軍誰屬。 
當年，中國女排首次奪得世界女排大獎賽的總冠軍。

## 參賽資格
以往是亞洲、歐洲和美洲各有四隊參加；以2005年為例，亞洲區以洲內世界排名最高四隊（中國、日本、南韓、泰國）參加，歐洲以預選賽決定參賽資格（德國、意大利、荷蘭、波蘭），美洲以2004年泛美運動會女排賽頭四名（古巴、美國、多明尼加、巴西）出線。
為了提升賽事的觀賞性，現時已改為以世界排名來決定參賽資格，例如通常第一檔組別的12支隊都是以世界排名前十六名為主，而且並不再均分洲份（即每個洲的隊伍數目均等），另外由於歐洲勁旅眾多，現時第一檔組別超過一半均是歐洲隊伍，而亞洲隊伍只獲三席，美洲的隊伍也只獲兩至三席。

## 歷年成績總結

### 歷年三甲
| 年份   | 分站 參賽 隊數 | 總決賽               | 總決賽    | 總決賽 | 總決賽 | 總決賽   |
| 年份   | 分站 參賽 隊數 | 主辦城市             | 參賽 隊數 | 冠軍   | 亞軍   | 季軍     |
| ------ | -------------- | -------------------- | --------- | ------ | ------ | -------- |
| 1993年 | 8              | 香港                 | 4         | 古巴   | 中國   | 俄羅斯   |
| 1994年 | 12             | 中國上海             | 4         | 巴西   | 古巴   | 中國     |
| 1995年 | 8              | 中國上海             | 4         | 美國   | 巴西   | 古巴     |
| 1996年 | 8              | 中國上海             | 4         | 巴西   | 古巴   | 俄羅斯   |
| 1997年 | 8              | 日本神戶             | 4         | 俄羅斯 | 古巴   | 南韓     |
| 1998年 | 8              | 香港                 | 4         | 巴西   | 俄羅斯 | 古巴     |
| 1999年 | 8              | 中國玉溪             | 4         | 俄羅斯 | 巴西   | 中國     |
| 2000年 | 8              | 菲律賓馬尼拉         | 4         | 古巴   | 俄羅斯 | 巴西     |
| 2001年 | 8              | 澳門                 | 8         | 美國   | 中國   | 俄羅斯   |
| 2002年 | 8              | 香港                 | 4         | 俄羅斯 | 中國   | 德国     |
| 2003年 | 12             | 義大利安德里亞       | 6         | 中國   | 俄羅斯 | 美國     |
| 2004年 | 12             | 義大利雷焦卡拉布利亞 | 6         | 巴西   | 義大利 | 美國     |
| 2005年 | 12             | 日本仙台             | 6         | 巴西   | 義大利 | 中國     |
| 2006年 | 12             | 義大利雷焦卡拉布利亞 | 6         | 巴西   | 俄羅斯 | 義大利   |
| 2007年 | 12             | 中國寧波             | 6         | 荷蘭   | 中國   | 義大利   |
| 2008年 | 12             | 日本橫濱             | 6         | 巴西   | 古巴   | 義大利   |
| 2009年 | 12             | 日本東京             | 6         | 巴西   | 俄羅斯 | 德国     |
| 2010年 | 12             | 中國寧波             | 6         | 美国   | 巴西   | 義大利   |
| 2011年 | 16             | 澳門                 | 8         | 美国   | 巴西   | 塞爾維亞 |
| 2012年 | 16             | 中國寧波             | 6         | 美国   | 巴西   | 土耳其   |
| 2013年 | 20             | 日本札幌             | 6         | 巴西   | 中國   | 塞爾維亞 |
| 2014年 | 28             | 日本東京             | 6         | 巴西   | 日本   | 俄羅斯   |
| 2015年 | 28             | 美国奧馬哈           | 6         | 美国   | 俄羅斯 | 巴西     |
| 2016年 | 28             | 泰國曼谷             | 6         | 巴西   | 美国   | 荷蘭     |
| 2017年 | 32             | 中国南京             | 6         | 巴西   | 義大利 | 塞爾維亞 |

### 歷屆MVP得主
| - 1993 – 米雷亞·路易斯（古巴） - 1994 – 費爾南達·文圖里尼（巴西） - 1995 – 塔拉·克羅斯-巴特爾（美国） - 1996 – 勒伊拉·巴路士（巴西） - 1997 – 葉夫根尼婭·阿塔莫諾娃（俄罗斯） - 1998 – 勒伊拉·巴路士（巴西） - 1999 – 維露娜·迪亞斯（巴西） - 2000 – 索科洛娃（俄罗斯） - 2001 – 丹尼爾·斯科特（美国） | - 2002 – 葉夫根尼婭·阿塔莫諾娃（俄罗斯） - 2003 – 保拉·卡尔杜洛（義大利） - 2004 – 洛根·汤姆（美国） - 2005 – 葆拉·佩克諾（巴西） - 2006 – 謝拉·卡斯特羅（巴西） - 2007 – 芙莉雅（荷兰） - 2008 – 瑪麗安·斯泰因布雷克（巴西） - 2009 – 謝拉·卡斯特羅（巴西） - 2010 – 弗魯克·艾姬拉迪禾（美国） | - 2011 – 德斯汀妮·胡克爾（美国） - 2012 – 梅根·伊希（美国） - 2013 – 泰莎·梅內塞斯（巴西） - 2014 – 佐野優子（日本） - 2015 – 卡絲塔·洛維（美国） - 2016 – 娜塔莉亞·佩雷拉（巴西） - 2017 – 娜塔莉亞·佩雷拉（巴西） |  |

- 資料來源 （页面存档备份，存于）

## 主辦城市/國家
下表列出決賽輪主辦城市或國家的主辦次數
| 主辦次數 | 主辦城市/國家 | 年份                                           |
| -------- | ------------- | ---------------------------------------------- |
| 8        | 中国          | 1994, 1995, 1996, 1999, 2007, 2010, 2012, 2017 |
| 6        | 日本          | 1997, 2005, 2008, 2009, 2013, 2014             |
| 3        | 香港          | 1993, 1998, 2002                               |
| 3        | 義大利        | 2003, 2004, 2006                               |
| 2        | 澳門          | 2001, 2011                                     |
| 1        | 菲律賓        | 2000                                           |
| 1        | 美国          | 2015                                           |
| 1        | 泰國          | 2016                                           |

## 歷年戰情 (1993-2005)
- 除特別附註外，欄位中所有比賽均是以單循環形式進行。
- 2006年起的的賽事資料可在個別主條目查看。

### 1993年（页面存档备份，存于）
- 第一屆世界女排大獎賽的總決賽在1993年定於香港舉行，至於分站賽賽事分別在其他六個亞太地區（日本、泰國、南韓、馬來西亞以及台灣）舉行，是次比賽有古巴、俄羅斯、中國、巴西、南韓、日本、美國和德國等八支球隊參加。
- 在總決賽中，巴塞羅那奧運會冠軍古巴女排以盤數3-1擊敗中國女排而首奪錦標，並贏得40萬美元的冠軍巨額獎金。

### 1994年（页面存档备份，存于）
- 該屆比賽有四支新面孔加入了分站賽，分別是中華台北、意大利、荷蘭和秘魯，分站賽場地也擴展到印尼、澳門和菲律賓等地區。
- 在上海舉行的總決賽中，巴西隊擊敗當時如日中天的衛冕冠軍古巴女排，並首次獲得這一項年前度賽事的冠軍獎盃，中國女排則壓倒老對手日本隊取得季軍。

### 1995年（页面存档备份，存于）
- 本屆比賽確立了往後幾年中延續實施的小組單循環賽制模式，八支球隊分成兩個小組作單循環比賽，小組成績最佳的首兩名再進行交叉準決賽，勝方將進入最後決賽決出總冠軍。
- 另外，這一年的賽事還首次突破亞太地區以外舉行分站賽，FIVB將兩站分站比賽分別移師美國夏威夷檀香山以及巴西舉行。
- 最後比賽結果出人意料之外，賽前未被看好的美國隊爆冷擊敗衛冕冠軍巴西隊，並首次獲得冠軍。

### 1996年（页面存档备份，存于）
- 是次比賽在亞特蘭大奧運會閉幕後不久舉行，分站賽的比賽分別被安排在中國、日本、印尼、夏威夷、澳門、台北和香港舉行，總成績排名前四的球隊將取得參加在上海舉行的總決賽的資格。
- 自由人制度亦在該年大獎賽開始實施，亦是FIVB首次在正式比賽實行這種制度，自由人（或稱自由球員，Libero Defensive Player）之功能在於以加強防守，達到攻守平衡之效用。
- 當時年剛剛成功衛冕奧運冠軍的古巴女排未能再下一城，在總決賽中敗於不久前在奧運會準決賽中還是其手下敗將的巴西隊，巴西隊則是第二度贏得錦標，而俄羅斯隊則獲得第三名，佔有主場之利的奧運亞軍中國女排則令人失望地排在四強之末。

### 1997年（页面存档备份，存于）
- 由於當年的賽程過於緊密，去屆冠軍巴西隊宣佈放棄衛冕，相反當時在世界女子排壇還是初哥的意大利女排則以候補資格參加比賽，是次總決賽首度被安排在日本神戶舉行。
- 俄羅斯隊在總決賽中，艱難地擊敗古巴女排首次奪得冠軍，南韓隊亦首奪大獎賽獎牌（銅牌），主辦國日本隊位列四強之末。

### 1998年（页面存档备份，存于）
- 主辦單位再度改革本屆比賽的賽制，增設第三名爭奪戰，同時，是次比賽也被推廣到更多國家和地區舉行，印度首辦了其中一站分站賽，而在泰國清邁舉行的分站賽則吸引成千上萬的熱情球迷前往排球賽場為參賽各隊吶喊助威，間接促使泰國大力發展女排運動。
- 這年的總決賽在香港主權移交後首次在香港舉行，當年共有超過1萬人次的球迷進入主場館觀看比賽，巴西隊在最後的決賽中擊敗俄羅斯女排，第三度稱后，古巴女排則在艱難地擊敗獲得主場球迷支持的中國女排，獲得一枚銅牌。

### 1999年（页面存档备份，存于）
- 當年的總決賽首次在小城市（中國雲南玉溪）舉行，俄羅斯隊在名教練Nikolai Karpol帶領下，以高舉高打的戰術力壓勁敵衛冕冠軍巴西隊，她們僅僅耗時1小時，就以盤數3-0（25-23，25-22，25-20）打敗這支南美三屆盟主，繼97年之後再度獲得冠軍，共有4200名觀眾在決賽當日到現場觀看比賽。
- 而中國女排在先失一盤的情況下，反勝意大利隊3-1（19-25, 25-20, 25-23, 25-21）奪得銅牌。

### 2000年（页面存档备份，存于）
- 是次大獎賽總決賽首度移師菲律賓馬尼拉舉行，在Philsports Arena有10,750名現場觀眾觀看。 90年代世界三大賽八連冠的古巴女排，在這一屆比賽中再次展現其強橫實力並奪取冠軍，和悉尼奧運會一樣，黑色橡膠壓倒俄羅斯女排奪冠。 她們在年底FIVB評選『世紀最佳』獎項中被提名角逐『世紀最佳女子排球隊』。
- 這一屆比賽還首次頒發個人獎項，中國老將李豔奪得了『最佳自由人』獎項。
  - 其他個人獎項還有：
    - 最有價值球員 - Lioubov Chachkova-Sokolova（俄羅斯）
    - 最佳發球手 - Erika Coimbra（巴西）
    - 最佳攔網手 - Ekaterina Gamova（俄羅斯）
    - 最佳得分手 - Valle Ana Fernandez（古巴）

### 2001年（页面存档备份，存于）
- 這次總決賽移師到回歸後的澳門舉行，中國女排除再次在驚濤駭浪中打入決賽，卻因在決賽中失利而與首奪冠軍的機會擦身而過，擊敗她們的是未曾在該年分站賽中奪冠的美國隊，美國隊在決賽中無論在發球、攔網以及進攻上要全面優於中國女排，最後美國隊以盤數3-1勇挫中國女排，美國人第二次奪得錦標，而為中國女排得分最多的是3號年輕新秀楊昊。

| Pool   | 分站                        | 參賽 隊數 | 冠軍   | 亞軍   | 季軍   |
| ------ | --------------------------- | --------- | ------ | ------ | ------ |
| A      | 泰國 （页面存档备份，存于） | 4         | 俄羅斯 | 美國   | 南韓   |
| B      | 香港                        | 4         | 日本   | 中國   | 巴西   |
| C      | 中國哈爾濱                  | 4         | 中國   | 巴西   | 日本   |
| D      | 台灣鳳山                    | 4         | 古巴   | 美國   | 俄羅斯 |
| E      | 中國哈爾濱                  | 4         | 中國   | 美國   | 古巴   |
| F      | 日本東京                    | 4         | 巴西   | 俄羅斯 | 日本   |
| 8強A組 | 澳門                        | 4         | 俄羅斯 | 中國   | 日本   |
| 8強B組 | 澳門                        | 4         | 古巴   | 美國   | 巴西   |
| 總決賽 | 澳門                        | 8 A       | 美國   | 中國   | 俄羅斯 |

- ^  注解A：－2001年所有參賽8隊共進行6站分站賽，但全數8隊均直接進入總決賽；總決賽先將總決賽分成A、B兩組作單循環比賽，兩組的首兩名進入準決賽，四強再以交叉淘汰賽形式決出冠、亞、季、殿軍，另有第五名和第七名遺材賽。（資料來源[永久]）

### 2002年（页面存档备份，存于）
- 總決賽又回到香港舉行，在決賽中，俄羅斯隊強勁的一攻能力讓頑強的中國女排一籌莫展，中國女排最終以盤數1-3（27-29, 25-23, 20-25, 21-25）失利，俄羅斯隊的主攻手、名將阿塔莫諾娃（Artamonova）在總計93分鐘的比賽中，一人便獨得了26分，她亦實至名歸地當選該屆比賽的「最有價值球員」。

| Pool   | 分站                                    | 參賽 隊數 | 冠軍   | 亞軍 | 季軍 |
| ------ | --------------------------------------- | --------- | ------ | ---- | ---- |
| A      | 日本東京                                | 4         | 巴西   | 德国 | 日本 |
| B      | 中國成都                                | 4         | 俄羅斯 | 中國 | 美國 |
| C      | 菲律賓馬尼拉                            | 4         | 俄羅斯 | 日本 | 德国 |
| D      | 泰國那空叻差席瑪 （页面存档备份，存于） | 4         | 中國   | 美國 | 古巴 |
| E      | 澳門                                    | 4         | 中國   | 德国 | 巴西 |
| F      | 台灣苗栗                                | 4         | 俄羅斯 | 古巴 | 日本 |
| 總決賽 | 香港                                    | 4 B       | 俄羅斯 | 中國 | 德国 |

- ^  注解B： - 分站賽成績最佳4隊（包括主辦國中國在內）進入決賽週，最後4強以單循環分組賽方式比拼，決賽週首兩名再以一場終極決賽爭逐總冠軍（俄羅斯勝中國奪冠軍），另外兩隊則以一場季軍戰爭逐總季軍（德國勝巴西奪季軍）。

### 2003年（页面存档备份，存于）
- 中國女排在初賽敗於巴西和俄羅斯，僅憑得失盤比率較高壓過同分的巴西隊，獲得小組第3名勉強出線總決賽，但她們在總決賽表現卻脫胎換骨，連克美國、南韓、地主隊意大利、荷蘭和宿敵俄羅斯，全勝並勇奪冠軍。
- 其他詳情請參見非典事件

| Pool   | 分站           | 參賽 隊數 | 冠軍 | 亞軍   | 季軍   |
| ------ | -------------- | --------- | ---- | ------ | ------ |
| A      | 義大利安德利亞 | 6         | 美國 | 荷蘭   | 義大利 |
| B      | 義大利安德利亞 | 6         | 南韓 | 俄羅斯 | 中國   |
| 總決賽 | 義大利安德利亞 | 6         | 中國 | 俄羅斯 | 美國   |

### 2004年（页面存档备份，存于）
| Pool   | 分站                 | 參賽 隊數 | 冠軍   | 亞軍   | 季軍   |
| ------ | -------------------- | --------- | ------ | ------ | ------ |
| A      | 泰國曼谷             | 4         | 古巴   | 美國   | 泰國   |
| B      | 台灣苗栗             | 4         | 巴西   | 中國   | 德国   |
| C      | 日本川崎             | 4         | 義大利 | 俄羅斯 | 波蘭   |
| D      | 菲律賓馬尼拉         | 4         | 巴西   | 波蘭   | 南韓   |
| E      | 香港                 | 4         | 中國   | 美國   | 義大利 |
| F      | 印度尼西亞雅加達     | 4         | 古巴   | 俄羅斯 | 日本   |
| G      | 德国羅斯托克         | 4         | 德国   | 美國   | 俄羅斯 |
| H      | 中国合肥             | 4         | 中國   | 波蘭   | 義大利 |
| I      | 濟州                 | 4         | 巴西   | 古巴   | 日本   |
| 總決賽 | 義大利雷焦卡拉布利亞 | 6 C       | 巴西   | 義大利 | 美國   |

- ^  注解C： - 總決賽週最後6強分開兩組，每組3隊以單循環形式爭逐兩個準決賽席位，四強再以交叉淘汰賽形式決出冠、亞、季、殿軍，另有第五名遺材賽。

### 2005年（页面存档备份，存于）
| Pool   | 分站                 | 參賽 隊數 | 冠軍   | 亞軍   | 季軍     |
| ------ | -------------------- | --------- | ------ | ------ | -------- |
| A      | 日本東京             | 4         | 巴西   | 日本   | 波蘭     |
| B      | 義大利雷焦卡拉布利亞 | 4         | 古巴   | 義大利 | 德国     |
| C      | 中國寧波             | 4         | 中國   | 荷蘭   | 美國     |
| D      | 首爾                 | 4         | 日本   | 美國   | 南韓     |
| E      | 澳門                 | 4         | 中國   | 巴西   | 波蘭     |
| F      | 菲律賓馬尼拉         | 4         | 古巴   | 荷蘭   | 義大利   |
| G      | 香港                 | 4         | 義大利 | 中國   | 多明尼加 |
| H      | 臺灣臺北             | 4         | 巴西   | 古巴   | 荷蘭     |
| I      | 泰國曼谷             | 4         | 波蘭   | 日本   | 美國     |
| 總決賽 | 日本仙台             | 6         | 巴西   | 義大利 | 中國     |

## 獎牌榜
| 排名 | 國家     | 總決賽 | 總決賽 | 總決賽 | 總決賽    | 最佳排名                                             |
| 排名 | 國家     | 冠軍   | 亞軍   | 季軍   | 獲獎 次數 | 最佳排名                                             |
| ---- | -------- | ------ | ------ | ------ | --------- | ---------------------------------------------------- |
| 1    | 巴西     | 12次   | 5次    | 2次    | 19次      | 冠軍(94, 96, 98, 04, 05, 06, 08, 09, 13, 14, 16, 17) |
| 2    | 美國     | 6次    | 1次    | 2次    | 9次       | 冠軍 (95, 01, 10, 11, 12, 15)                        |
| 3    | 俄羅斯   | 3次    | 6次    | 4次    | 13次      | 冠軍 (97, 99, 02)                                    |
| 4    | 古巴     | 2次    | 4次    | 2次    | 8次       | 冠軍 (93, 00)                                        |
| 5    | 中國     | 1次    | 5次    | 3次    | 9次       | 冠軍 (03)                                            |
| 6    | 荷蘭     | 1次    | 0次    | 1次    | 2次       | 冠軍 (07)                                            |
| 7    | 義大利   | 0次    | 3次    | 4次    | 7次       | 亞軍 (04, 05)                                        |
| 8    | 日本     | 0次    | 1次    | 0次    | 1次       | 亞軍 (14)                                            |
| 9    | 塞爾維亞 | 0次    | 0次    | 3次    | 3次       | 季軍 (11, 13, 17)                                    |
| 10   | 德国     | 0次    | 0次    | 2次    | 2次       | 季軍 (02, 09)                                        |
| 11   | 南韓     | 0次    | 0次    | 1次    | 1次       | 季軍 (97)                                            |
| 12   | 土耳其   | 0次    | 0次    | 1次    | 1次       | 季軍 (12)                                            |

## 參賽國家或地區
至目前為止，中國女排及日本女排是唯二的隊伍從來沒有缺席過任何一屆的比賽，而中國女排也是出席決賽輪次數最多的隊伍。
|  | 目前屬第一檔組別隊伍 |

|  | 目前屬第二檔組別隊伍 |

|  | 目前屬第三檔組別隊伍 |

|  | 目前已不活躍於各個組別 |

| 國家或地區     | 預賽輪（分站賽） | 預賽輪（分站賽） | 預賽輪（分站賽） | 決賽輪   | 決賽輪 | 決賽輪   |
| 國家或地區     | 參與次數         | 首次             | 最後一次         | 參與次數 | 首次   | 最後一次 |
| -------------- | ---------------- | ---------------- | ---------------- | -------- | ------ | -------- |
| 中國           | 25               | 1993             | 2017             | 24       | 1993   | 2017     |
| 日本           | 25               | 1993             | 2017             | 13       | 1993   | 2015     |
| 巴西           | 24               | 1993             | 2017             | 23       | 1993   | 2017     |
| 美国           | 24               | 1993             | 2017             | 12       | 1995   | 2017     |
| 古巴           | 22               | 1993             | 2016             | 13       | 1993   | 2012     |
| 俄羅斯         | 21               | 1993             | 2017             | 16       | 1993   | 2016     |
| 義大利         | 19               | 1994             | 2017             | 12       | 1999   | 2017     |
| 德国           | 18               | 1993             | 2017             | 4        | 2001   | 2009     |
|                | 18               | 1993             | 2017             | 4        | 1993   | 2003     |
| 泰國           | 15               | 2002             | 2017             | 3        | 2011   | 2016     |
|                | 14               | 2004             | 2017             | –        | –      | –        |
| 荷蘭           | 14               | 1994             | 2017             | 6        | 2003   | 2017     |
| 波蘭           | 14               | 2004             | 2017             | 2        | 2007   | 2010     |
|                | 8                | 2007             | 2017             | –        | –      | –        |
| 波多黎各       | 8                | 2009             | 2017             | –        | –      | –        |
| 阿根廷         | 7                | 2011             | 2017             | –        | –      | –        |
| 塞爾維亞       | 7                | 2011             | 2017             | 3        | 2011   | 2017     |
| 土耳其         | 7                | 2008             | 2017             | 2        | 2012   | 2014     |
| 秘魯           | 6                | 1994             | 2017             | –        | –      | –        |
| 阿尔及利亚     | 5                | 2013             | 2017             | –        | –      | –        |
| 保加利亚       | 5                | 2013             | 2017             | –        | –      | –        |
| 加拿大         | 5                | 2003             | 2017             | –        | –      | –        |
| 捷克           | 5                | 2013             | 2017             | –        | –      | –        |
|                | 4                | 2014             | 2017             | –        | –      | –        |
| 比利时         | 4                | 2014             | 2017             | 1        | 2014   | 2014     |
| 中華臺北       | 4                | 1994             | 2012             | –        | –      | –        |
|                | 4                | 2014             | 2017             | –        | –      | –        |
| 墨西哥         | 4                | 2014             | 2017             | –        | –      | –        |
| 哥伦比亚       | 3                | 2015             | 2017             | –        | –      | –        |
|                | 3                | 2014             | 2016             | –        | –      | –        |
|                | 1                | 2006             | 2006             | –        | –      | –        |
| 喀麦隆         | 1                | 2017             | 2017             | –        | –      | –        |
| 法國           | 1                | 2017             | 2017             | –        | –      | –        |
| 匈牙利         | 1                | 2017             | 2017             | –        | –      | –        |
| 千里達及托巴哥 | 1                | 2017             | 2017             | –        | –      | –        |
| 委內瑞拉       | 1                | 2017             | 2017             | –        | –      | –        |

以上資料截至2017年

## 註解
1. ↑  Since Group system was introduced in 2014, statistics of only Group 1 Final Round are included, as this is the medal round.

## 外部連結
- 國際排聯世界女排大獎賽官網（英文）（页面存档备份，存于）